# Луљијано (Лука)
Луљијано је насеље у Италији у округу Лука, региону Тоскана.
Према процени из 2011. у насељу је живело 198 становника. Насеље се налази на надморској висини од 396 м.